# Parivrajaka
Un Parivrajaka (ou Parivrājaka) est dans l'hindouisme un moine errant; une personne arrivée au quatrième degré des ashramas.

## Étymologie
En Sanskrit, Parivrajaka(Pāli, paribbājaka) signifie vagabond.

## Histoire
Un Parivrajaka est un membre d'une classe de mendiants religieux hindou dotés de diverses croyances qui parcourent l'Inde depuis l'Antiquité, y compris à l'époque du Bouddha. Ces enseignants itinérants, qui incluaient des femmes dans leur nombre, s’engageaient les uns les autres dans des débats sur une gamme étendue de sujets. Des lieux de rencontre spéciaux leur étaient réservés et les habitants locaux venaient leur rendre hommage. Un échantillon représentatif de leurs opinions peut être trouvé dans le Brahmajālasutta du Canon Pali. Certains Parivrajakas ont affirmé que leurs enseignements étaient les mêmes que ceux du Bouddha, mais ce dernier a rejeté cette affirmation. De nombreux convertis au bouddhisme étaient issus des rangs des Parivrājakas, les deux plus notables étant Sariputta et Moggallana.